# Église San Fantin
San Fantin est une église catholique de Venise, en Italie.

## Situation
L'église est en grande partie située sur le Campo San Fantin. Sa façade exposée à l'ouest fait face à celle de la Fenice, la partie nord fait face à la façade de la Scuola di San Fantin. La face sud est bordée par une ruelle étroite Calle dietro la Chiesa. L’abside donne au sud sur le Campiello della Chiesa et au nord sur le Campiello drio la Chiesa.

## Historique
Cette église paroissiale fut construite la première fois au Xe siècle, sous le patronage des familles patriciennes Barozzi, Aldicina et Equilia. La reconstruction a été entrepris par la famille Pisani, qui a fait don à l'église d'une icône miraculeuse de la Vierge qu'ils avaient obtenu des  pays slaves. L'édifice actuel date du XVIe siècle.

## Description
San Fantin est située sur le dans le sestiere de San Marco, en face de la Fenice et à côté de la Scuola Grande di San Fantin.
C'est l'une des rares églises à Venise avec San Marco et San Zaccaria à avoir une crypte. Celle-ci génère des distorsions dans l’équilibre de l'édifice qui est fermé au public mais devrait être bientôt restauré. 
Elle n'a pas de campanile mais un petit clocher-mur sur son flanc nord. 

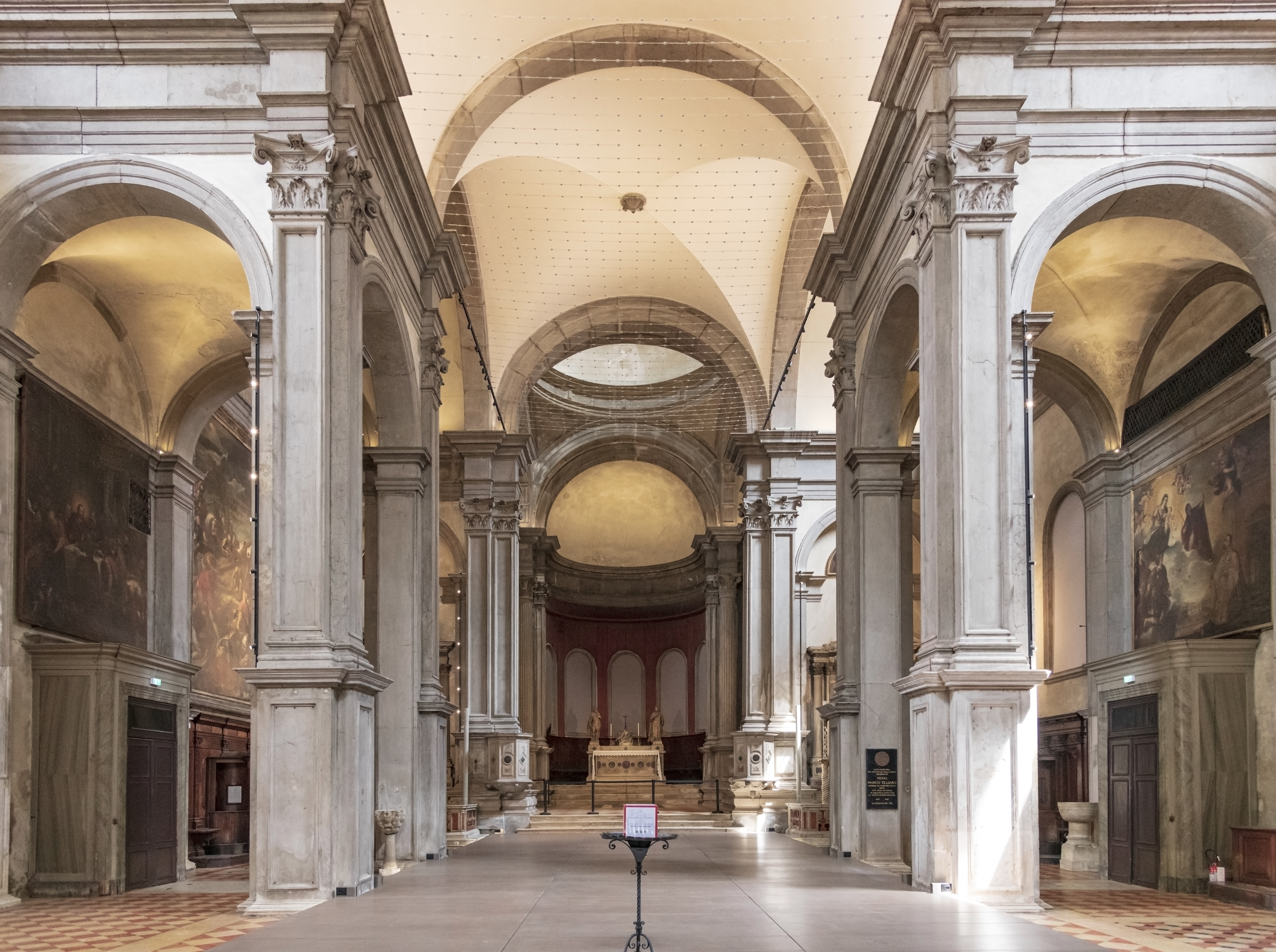
Vue intérieure
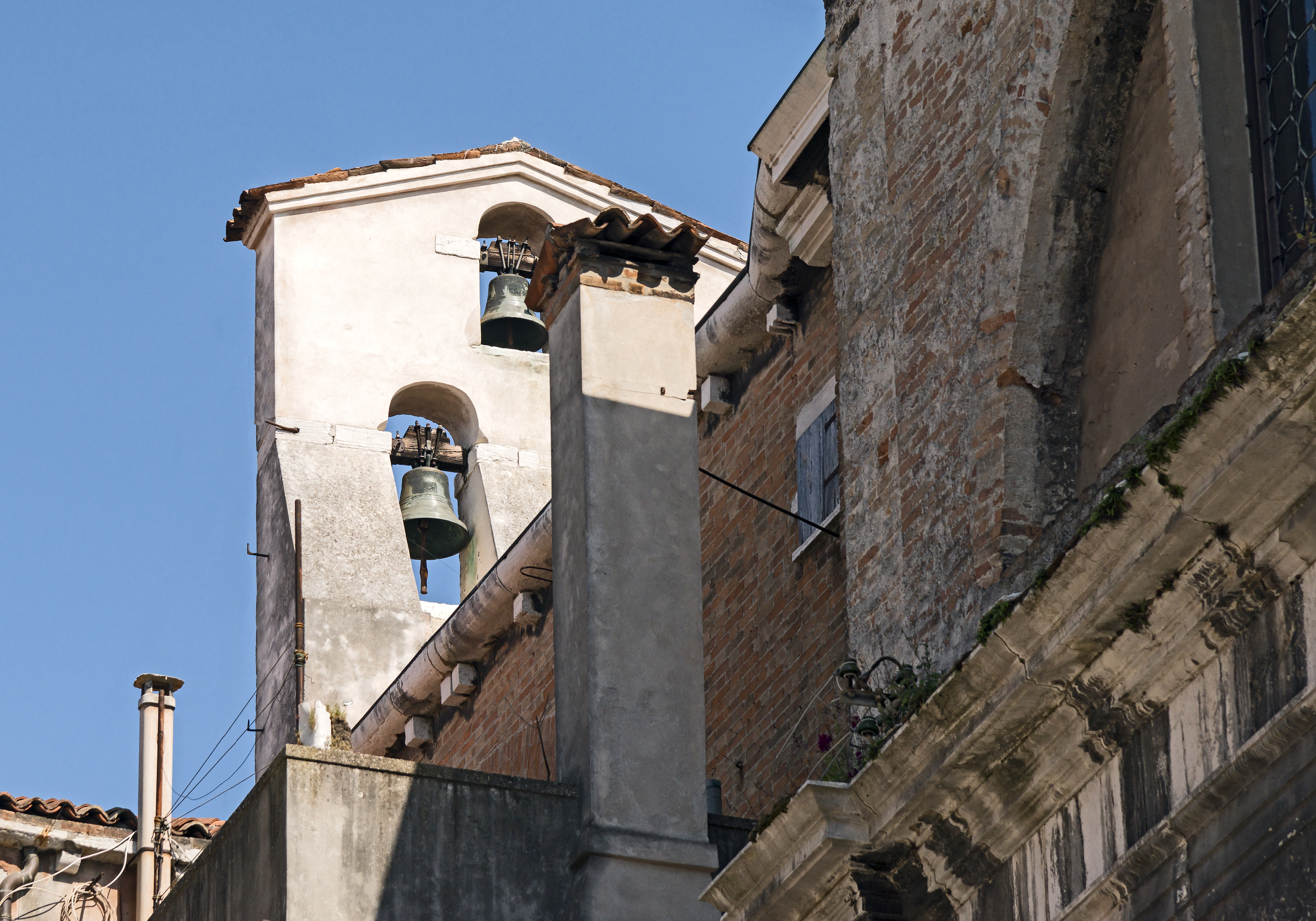
Le clocher-mur de San Fantin
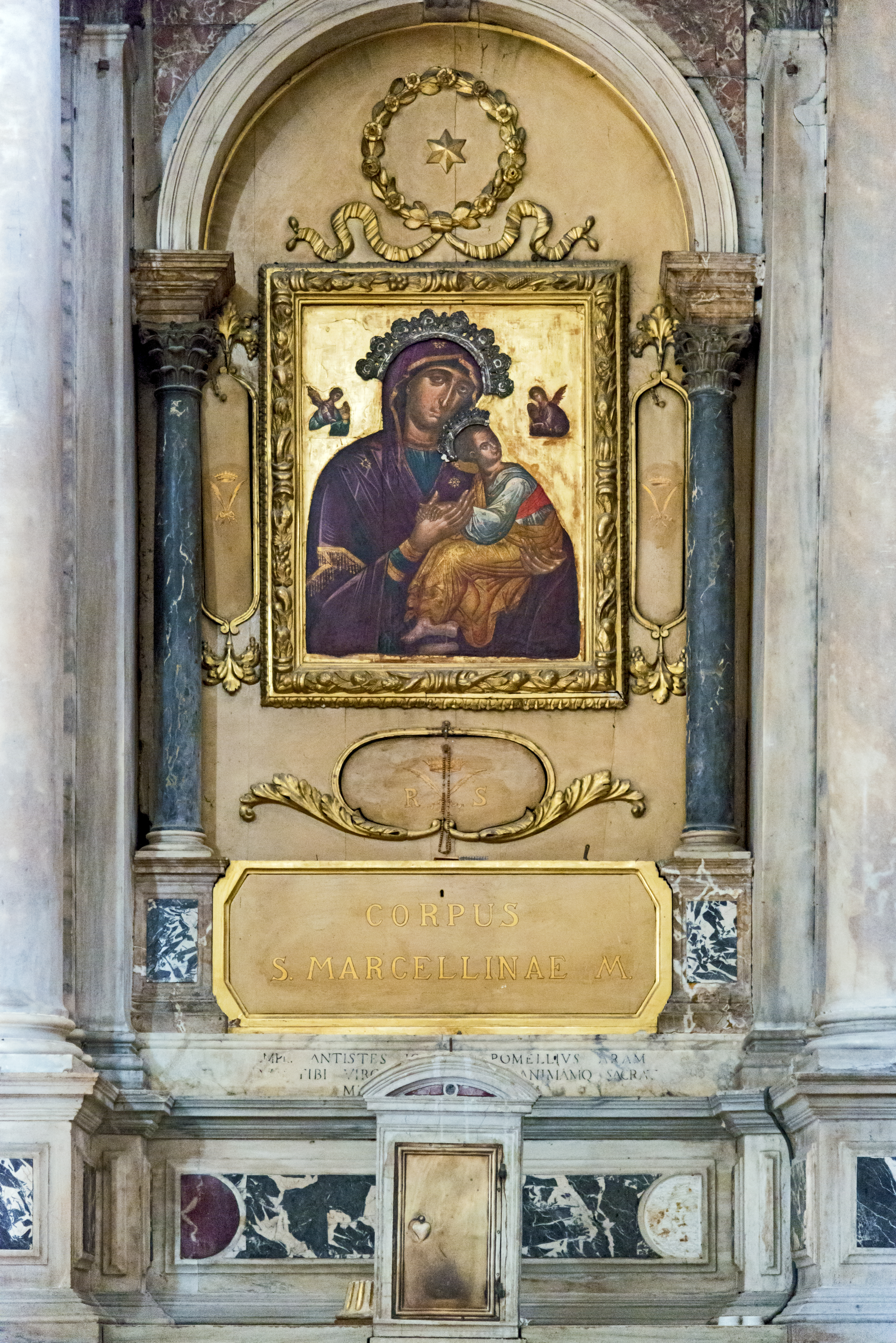
Icône Pisani
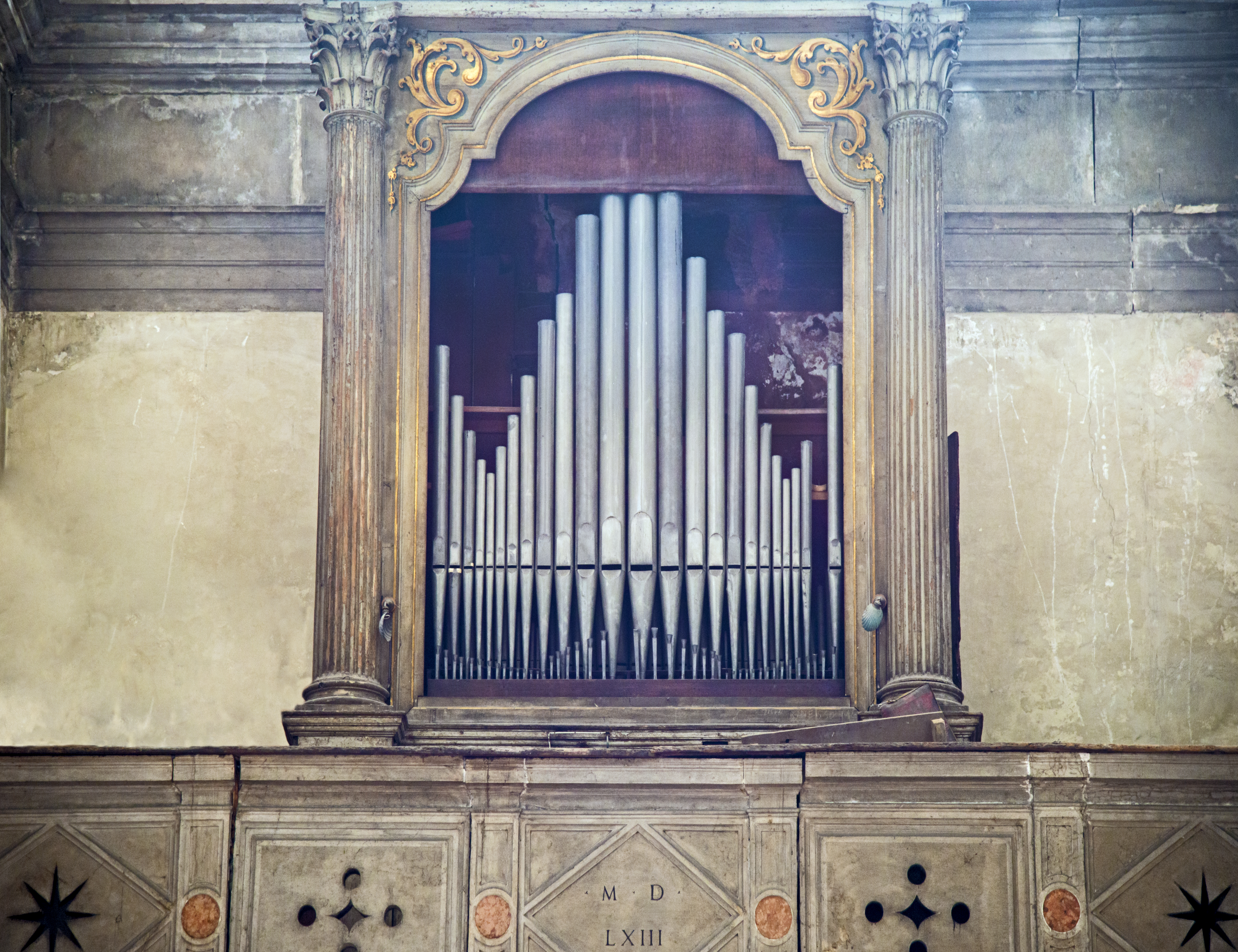
L'orgue au-dessus du porche d'entrée